# Góis Monteiro
Pedro Aurélio de Góis Monteiro (São Luís do Quitunde, 12 de diciembre de 1889 - Río de Janeiro, 16 de octubre de 1956) fue un militar brasileño que alcanzó el grado de general de ejército y fue, además, político. Es señalado como uno de los artífices del Plan Cohen y del golpe de Estado que le siguió en 1937.

## Biografía
Nació en São Luís do Quitunde, Alagoas, hijo de Pedro Aureliano Monteiro dos Santos y de Constança Cavalcanti de Góis Monteiro. Procedente de una familia con ascendencia militar, inició su carrera en la Escuela de Guerra de Porto Alegre y alcanzó el grado de General de Ejército. A lo largo de los años, adoptó un enfoque legalista combatiendo la Revuelta del Fuerte de Copacabana, el Tenentismo y a la Columna Prestes durante los años veinte. El estallido de la Revolución de 1930 le llevó a ejercer el mando militar sobre ella, contribuyendo a su éxito.
Del 1 de junio de 1931 al 25 de abril de 1932, comandó la 2.ª Región Militar en São Paulo. También comandó la 1.ª Región Militar, en Río de Janeiro, entre el 24 de mayo y el 9 de julio de 1932. Luego comandó las tropas federales que sofocaron la Revolución Constitucionalista de 1932 y, durante los combates con las tropas paulistas, perdió a su hermano, el capitán Cícero Augusto de Góis Monteiro, que pertenecía al 9.º Regimiento de Infantería del Ejército Brasileño..
Tras este suceso, fue nombrado Ministro de Guerra del gobierno de Getúlio Vargas, entre el 18 de enero de 1934 y el 7 de mayo de 1935, hasta que Eurico Gaspar Dutra fue elegido como su sucesor, lo que no impidió que participara activamente en la promulgación y mantenimiento del Estado Novo (1937-1945), acontecimiento que ayudó a consolidar su familia como una fuerza política dominante en Alagoas donde dos hermanos suyos fueron gobernadores entre 1941 y 1945.
Demostrando la postura fascista de los actores políticos de Getúlio Vargas durante el Estado Novo entre los cuales era uno de los más destacados, Cláudio de Lacerda Paiva describe a los agentes del gobierno de Vargas en los siguientes términos: "quien censuró fue Lourival Fontes, quien torturó fue Filinto Muller, quien instituyó el fascismo fue Francisco Campos, quien dio el golpe fue Dutra y quien apoyó a Hitler fue Góis Monteiro".
Durante su gestión como Ministro de Guerra, elaboró la Doctrina de la Seguridad Nacional, que inspiró diversas leyes al respecto, tanto en la época de Vargas como en el régimen militar de 1964. En septiembre de 1937, Góis Monteiro "descubrió" el Plan Cohen, que era un falso plan redactado por el entonces capitán Olímpio Mourão Filho, para una revolución comunista en Brasil. Este plan fue utilizado más tarde por Vargas para justificar el golpe que condujo al Estado Novo.
En las elecciones presidenciales de 1934, quedó en tercer lugar, con 4 votos (1,61%).
Fue Jefe del Estado Mayor del Ejército (Brasil) entre el 2 de julio de 1937 y el 27 de diciembre de 1943. Volvió al Ministerio de Guerra en los últimos días de Vargas en el poder, el 9 de agosto de 1945. Permaneció en el cargo durante el gobierno de José Linhares y los primeros meses del gobierno de Administración Dutra, hasta el 14 de octubre de 1946.
Tras dejar el poder fue elegido Senador por el PSD en 1947. En 1945 su hermano Ismar de Góis Monteiro había sido elegido para el mismo cargo y en 1958 fue el turno de Silvestre Péricles de llegar a la cámara alta del país. Sin embargo, en 1950 Pedro Aurélio no consiguió la reelección e incluso rechazó una invitación para ser vicepresidente en la candidatura varguista.
Fue jefe de la Lista de Ministros Jefes del Estado Mayor de las Fuerzas Armadas entre el 15 de febrero de 1951 y el 1 de diciembre de 1952. Luego fue ministro del Superior Tribunal Militar, desde el 15 de diciembre de 1952 hasta su muerte, el 16 de octubre de 1956.